# Maladera comosa
Maladera comosa är en skalbaggsart som beskrevs av Brenske 1898. Maladera comosa ingår i släktet Maladera och familjen Melolonthidae. Inga underarter finns listade i Catalogue of Life.